# 고양체육관
고양체육관(高陽體育館, Goyang Gymnasium)은 대한민국 경기도 고양시 일산서구 대화동 고양종합운동장에 위치한 다목적 실내경기장이다. 2011년 7월에 개관하였으며, 실내수영장은 다이빙장과 메인풀, 보조풀 등이 있고, 실내체육관은 농구, 체조 등의 경기를 개최할 수 있다. 2011년부터 고양 소노 스카이거너스가 홈 경기장으로 사용하고 있다. 2011년 전국체육대회 기간에 수영, 체조 경기가 개최되었던 곳이기도 하다. 2012년 11월 28일부터 12월 6일까지 2012 프로-아마농구 최강전을 개최했다. 싸이의 노래 《GENTLEMAN》 뮤직비디오와 MBC에서 방송하였던 《스타 다이빙 쇼 스플래시》의 촬영지였다. 인천에서 개최된 2014년 아시안 게임의 펜싱 경기장으로 사용되기도 했다.